# Пониква (село)
Пони́ква — село в Україні, у Бродівській міській громаді Золочівського району Львівської області. Колишній орган місцевого самоврядування — Пониквянська сільська рада, якій було підпорядковано села: Пониква, Боратин, Видра, Гаї-Суходільські, Горбалі, Липина, Орани, Переліски, Підгір'я, Сухота. Населення становить близько 510 осіб.

## Населення
За даними всеукраїнського перепису населення 2001 року у селі мешкало 489 осіб.
Мова
Розподіл населення за рідною мовою за даними перепису 2001 року був наступним:
| українська | 488 | 99,80 |
| російська  | 1   | 0,20  |

## Географія
Пониква розташована над однойменною річкою Пониквою — правою притокою річки Стир, де Вороняцький буйнолісистий хребет підковою охоплює рівнини чорнозему та суглинків. 
Околиця села гориста. З півдня та сходу село оточене лісистими узгір’ями. Найвищою точкою є гора Патлата (434 м над рівнем моря). Далі ланцюгом підіймаються гори Ведмедська, Піввовча, Кам’яна, Лиса. Ґрунти — переважно орний чорнозем; луки й пасовища становлять близько 24% від загальної площі земельних угідь. На території села є Поников'янський став з водним дзеркалом на 60 га.
Відстань до обласного центру становить 94 км, що проходить автошляхом обласного значення; до районного центру становить 30 км, що проходить автошляхом місцевого значення. Відстань до найближчої залізничної станції Броди становить 14 км.

## Історія
Перша письмова згадка про Поникву датується 1490 роком. На території села виявлені залишки давньоруського поселення XII—XIII століть.
Про існування поселення на території Поникви в період після татаро-монгольської навали та про широкі економічні зв’язки його мешканців з країнами Центральної та Східної Європи свідчить скарб монет другої половини XIV століття, знайдений тут в 1949 році. Скарб налічував близько 300 монет — празьких грошів, загальною вагою понад 1 кг, викарбованих у Празі за чеських володарів Вацлава II, Іоанна I Люксембурзького та Карла IV.
Перша згадка датується 1490 роком, коли село та два млини належали польському шляхтичеві Пйотрові Сененському з Олеська  У 1515 році власником Поникви був Станіслав Гербурт. Наступна згадка про село датується 1627 роком у зв’язку з розмежуванням земель сіл Поникви, Жаркова та Дуб'є. З документа, датованого 1649 роком відомо, що на той час село, млин та корчма були спалені татарами, частина населення забрана у ясир, частина вимерла від хвороб. Незважаючи на це, управитель маєтками пана Олександра Конецпольського, до яких входила й Пониква, у 1650 році намагався зібрати податки для пана. Йому ледве вдалося з усього села зібрати 8 польських злотих, тобто суму, яка за тодішніми цінами дорівнювала вартості 96 кг жита.
Експлуатація селян, національний та релігійний гніт українського населення викликали ненависть козацько-селянських мас до гнобителів, що найчастіше було причиною багатьох селянських повстань у Речі Посполитій. У цих повстаннях брали участь й селяни Поникви. Зокрема, декілька селян з Поникви у XVIII столітті брали участь у Коліївщині — козацько-селянському повстанні на Правобережній Україні.
На початку XIX століття селяни Галичини, через посилення утисків з боку польської влади, залишали рідні домівки та тікали до Тернопільського краю — частину Галичини, що знаходилася під владою Росії до 1815 року, згідно Віденського (Шенбруннського) мирного договору 1809 року. Протягом 1810—1815 років перейшло австро-російський кордон та оселилося у цій частині Галичини 23 особи з Поникви. У додатку до «Львівської газети» від 21 січня 1815 року було надруковано звернення влади до цих селян з вимогою повернутися у село. За відмову повернутися Золочівське окружне управління позбавило їх громадянських прав та засудило заочно на три роки примусових робіт.
Після скасування панщини у 1848 році більша частина земель залишилась у власності Ковнацького та Северина і Ольги Борковських. Протягом 1852—1888 років селяни Поникви сплачували чинш або ж податок за користування землею її власникам. На той час у селі, крім двох водяних млинів, ще працювали пивоварний завод та гуральня, а також біля села на березі ставу споруджено великий палац із розкішним парком. 1847 року в Поникві засновано однокласну початкову школу, де викладання проводилося руською (українською) мовою. Наприкінці XIX століття у школі навчалося 80 дітей. 1864 році розпочато будівництво костелу, до того часу відправи римо-католиків проходили у палацовій каплиці, а місцеві греко-католики мали власну парафію при дерев'яній церкві Святої великомучениці Параскеви. 
Станом, на 1880 рік в селі мешкало 196 римо-католиків, 1064 греко-католиків та 108 юдеїв, а за національною ознакою було 113 поляків, 1123 русини (українці) та 117 німців.
Наприкінці XIX століття власниці Поникви Ользі Борковській належало 1243,5 га землі і 164 селянським дворам (1368 осіб) — лише 963 га, а також 220 селян, які не мали власного господарства, то ходили на роботу до панського фільварку, де за мізерну плату обробляли панську землю, працювати також на гуральні, пивоварному заводі та млинах. Багато безробітних мешканців Поникви поїхали шукати кращої долі за океан — до Аргентини, Бразилії, Канаду, США. 
Багато горя пониквянам принесла перша світова війна. Місцеві мешканці — москвофіли Максим Гаврилюк, Степан Сохора, Кирило Горпинюк та Прокіп Андрусишин за свою симпатію до Росії на початку війни потрапили до концтабору Талергоф, де Андрусишин загинув. Все чоловіче населення села здатне до військової служби призвано до австрійського війська та відправлено на фронт. Під час бойових дій першої світової війни через Поникву декілька разів проходила лінія фронту, від частих артилерійських обстрілів загинуло чимало жителів, згоріло багато будинків.
У серпні 1920 року після жорстоких боїв з поляками частини Першої кінної армії під командуванням Семена Будьонного разом з частинами 45-ї стрілецької дивізії під командуванням Йони Якіра зайняли Поникву. Наступного дня після зайняття у селі був створений Пониквянський ревком Бродського повіту, першим головою котрого обрано місцевого селянина Петра Хом'яка та сільський Комітет бідноти, головою якого був Дем’ян Остапчук. Комітет бідноти встиг розподілити частину панської землі, але не судилося цей розподіл закінчити, через те, що вже на початку вересня 1920 року Східна Галичина була знов окупована Польщею. 
У другій половині 1920-х — 1930-х роках в селі діяли підпільні осередки КПЗУ, комсомольської організації та «Сельробу-єдність». Члени «Сельробу-єдність» та КПЗУ увійшли до складу правління місцевих осередків організацій — молочарського кооперативу, філії москвофільського спрямування товариства до розвитку науки, звичаїв, ощадності під назвою Михайла Качковського, товариства «Просвіта». 1932 року декілька членів цих організацій брали участь у святкуванні 1 травня у Бродах. Через участь членів пониквянської читальні «Просвіта» у цих заходах, згодом читальня була закрита. Того ж року спалахнув страйк робітників панського фільварку, у ньому взяли участь й робітники пивоварного заводу. Страйк було придушено поліцією, а декількох робітників звільнено з заводу.
Станом, на 1931 рік в селі мешкало 1839 осіб, а кількість селянських господарств збільшилося майже втричі у порівнянні з кінцем XIX століття. У 1939 році власникам села належало 800 га орної землі, 50 га належало церкві, а 451 селянське господарство мало 685 га. 
23 серпня 1939 року був підписаний Пакт Молотова — Ріббентропа, за умовами якого гарантувався нейтралітет Радянського Союзу в конфлікті Третього Рейху з Польщею та країнами Заходу. Німеччина розпочала польську компанію і вже 1 вересня 1939 року напала на Польщу, таким чином розв'язавши другу світову війну. Військам Вермахту знадобилося менше місяця, щоби окупувати Польщу та вийти на умовну лінію Керзона. Натомість Радянський Союз не квапився із вводом своїх військ на територію окупованої Польщі, а лише 17 вересня 1939 року передові та диверсійно-штурмові загони Червоної Армії перетнули радянсько-польський кордон на річці Збруч.
У вересні 1939 року в селі був організований тимчасовий селянський комітет, що переважно займався перерозподілом колишніх панських та церковних земель, вилученням коней, інвентарю та посівного матеріалу у селян, до складу якого увійшли: І. П. Іськів, Ю. П. Чорнобай, В. М. Антонишин, М. М. Паньків. 22 жовтня 1939 року пониковянці взяли участь у «вільних» виборах до так званих Народних зборів, за результатами яких посланцями від Бродівського повіту було обрано М. Олексюка, Ю. Шаєра, С. Яворвер, М. Павлова, І. Гогошу та П. Богдана, а Олексюк увійшов до складу делегації, обраної Народними зборами, що передала урядам СРСР та УРСР рішення цих зборів. Того ж року утворена Пониквянська сільська рада депутатів трудящих та обрано керівний склад ради, до якої увійшли: І. П. Іськів (голова), В. М. Антонишин (заступник), П. Л. Яремкевич (секретар). Землі, що належали до панського маєтку та церкві, худобу та наявний у маєтку запас зерна розподілено між селянами с. Поникви, а пивоварний завод та млини «націоналізовано». Місцева початкова чотирикласна школа стала семикласною. В селі також відкрито клуб, бібліотеку. Організовано курси з ліквідації неписемності серед дорослих, створено комсомольську організацію та фельдшерсько-акушерський пункт.
Вибухи авіабомб, скинутих у ніч з 21 на 22 червня 1941 року стратегічні об'єкти Бродів, зокрема, на комплекс будівель залізничного вокзалу, сповістили мешканців села про початок німецько-радянської війни. На початку липня 1941 року село окуповане військами Вермахту. На базі колишнього панського фільварку створено державне господарство, відновлено роботу млинів та пивоварного заводу, а директором останнього призначено А. Бохенського. Після входження Галичини, на початку серпня 1941 року, до складу Генеральної губернії, то усі ключові посади на окупованій території зайняли німці. Репресивні міри були прийняті окупаційною владою не лише проти національносвідомих українців, але й також до місцевих юдеїв та радянських партійних і комсомольських активістів. Зокрема, у концтаборі Аушвіц загинула дочка С. Тудора Галина Олексюк. Так під час окупації до Німеччини на примусові роботи було вивезено понад 60 юнаків та дівчат, винищено місцевих юдеїв.
У липні 1944 року, у ході Львівсько-Сандомирської операції, у зруйноване війною село увійшли радянські частини. Тоді ж до лав Червоної Армії було мобілізовано 92 місцевих мешканців, з них 42 загинули на фронтах другої світової війни. Місцеве населення брало участь й у національно-визвольній боротьбі. 

### Закінчення війни та діяльність УПА (1944—1953)
У січні 1945 року чота «Вітрового» з сотні УПА «Свободи» напала на пивзавод у селі Пониква. Під час нападу вбито директора заводу, спущено на землю спирт, знищено автотранспорт. 16 лютого було знищено місцеву МТС, під час нападу пошкоджено техніку, здобуто зброю та забрано худобу, що там перебувала.

### Радянський період (1944—1991)
Вже по війні, у 1950 році в селі було організовано колгосп та названо його іменем С. Тудора, який об'єднав 425 селянських господарств сіл Поникви, Підгір’я, Боратина та навколишніх хуторів. Колгосп спеціалізувався на вирощуванні нових для цих районів сільськогосподарських культур — цукрового буряка, гороху, льону, кукурудзи, а також на тваринництві. У 1951 році створено партійну організацію колгоспу. Збудовано й допоміжні підприємства колгоспу — лісопильня, цегельний завод, два механічні млини та столярно-теслярська майстерня, а також будівлі медпункту, школи, двох дитячих садків, клубу. У Поникві в радянські роки працювала комплексна бригада колгоспу «Правда» (центральна садиба в с. Пониковиця), за якою було закріплено 1310 га сільгоспугідь, у тому числі 1020 га орної землі.
Налагоджено автобусне сполучення та телефонний зв’язок Поникви з районним центром, відкрито поштове відділення, крамницю ССТ та буфет. Колгосп своїм коштом побудував у селі приміщення комбінату побутового обслуговування, колгоспної їдальні та лазні. За радянських часів «Медаллю материнства» було нагороджено 11 жінок у Поникві. 
У 1960-х роках Поникві діяли денна та вечірня середні школи, у яких працювало 30 вчителів та навчалося 487 учнів. В сільському клубі працювало п'ять гуртків художньої самодіяльності (хоровий, вокальний, драматичний, художнього читання і спортивний), стаціонарна кіноустановка та бібліотека. У 1960 році в приміщенні клубу відкрито кімнату-музей С. Тудора, а 1966 року у відремонтованій старій хаті батька С. Тудора, створено музей письменника. Офіційне відкриття музею С. Тудора, відбулося у 1967 році та було присвячене п'ятдесятій річниці Жовтневого перевороту 1917 року.
12 червня 2020 року, відповідно до розпорядження Кабінету Міністрів України № 718-р «Про визначення адміністративних центрів та затвердження територій територіальних громад Львівської області», село увійшло до складу Бродівської міської громади. 19 липня 2020 року, в результаті адміністративно-територіальної реформи та ліквідації Бродівського району, село увійшло до складу новоствореного Золочівського району.

## Пам'ятки
- Церква Святої великомучениці Параскеви (мурована, 1864).
- Капличка на прославу Божої Матері, освячена в першу неділю листопада 2003 року. Збудована на місці безликого символу часів радянської епохи серпа і молота за ініціативи о. Петра Гози.
- Гідрологічний заказник «Пониківський» місцевого значення, розташований між селами Пониква та Черниця Бродівського району Львівської області, загальною площею 53,7 га.
- Палац (не зберігся).

Галерея пам'яток Поникви
Палац у Поникві (не зберігся)

## Меморіальні знаки, пам'ятні таблиці, пам'ятники
- «Хрест Свободи» на згадку про скасування панщини в Галичині в час, коли була проведена селянська реформа 1848 року.

## Відомі люди
- Стеблій Феодосій Іванович — кандидат історичних наук, завідувач відділу нової історії України Інституту українознавства імені Івана Крип'якевича НАН України. Навчався у Пониквянській семирічній школі у 1942—1946 роках[25].
- Стоцький Адам — український громадський діяч, Посол до Райхсрату Австро-Угорщини (1861—1866)[26].
- Зеновія Чабан (Гринах) (нар. 23 березня 1940, хутір Гринахи поблизу Бродів)[27][28] — українська поетеса. Закінчила Донецький університет, працювала на Новокраматорському машинобудівному заводі інженером, публікувалась у місцевій пресі, зокрема, у журналі «Донбас». У період становлення української державності викладала українське народознавство та мову і літературу в «Першій українській гімназії» міста Краматорська. Авторка збірки поезій та прози «Твої сліди».
- Чорнобай Роман Богданович (1981—2015) — український військовик, сержант Збройних сил України, учасник російсько-української війни.

Народилися
- Богдан Братко — актор, заслужений артист України.
- Пилип Гузюк — український радянський письменник, прозаїк[29].
- Мирослав Олексюк — український вчений, філософ, директор Інституту суспільних наук АН УРСР (1964—1973).
- Мирон Олексюк — комуніст, член КПЗУ, депутат так званих Народних зборів Західної України та Верховної Ради УРСР двох скликань. Батько Мирослава Олексюка, обирався головою Бродівської райради депутатів трудящих.
- Степан Тудор (справжнє прізвище Олексюк) — український (галицький) письменник-москвофіл, публіцист і політичний діяч, філософ[29].
- Микола Туркевич — професор, український вчений у галузі хімії і фармації, доктор технічних і фармацевтичних наук, завідувач кафедри фармацевтичної хімії Львівського державного медичного інституту (1946—1977), академік.
- Адольф Марія Бохенський — польський публіцист і журналіст.
- Северин Ясельські[pl] — польський актор театру.
- Ольга Завадзька[pl] — польський педагог, законовчитель, праведник народів світу.